# Stoned & Dethroned
Stoned & Dethroned è il quinto album discografico del gruppo musicale alternative rock britannico The Jesus and Mary Chain, pubblicato nel 1994.

## Il disco
Le registrazioni del disco sono state effettuate durante il periodo gennaio-novembre 1993, dopo la conclusione del tour del gruppo.
Al disco hanno partecipato Steve Monti (Curve) e Ben Lurie, oltre alle ospitate di Shane MacGowan dei The Pogues (in God Help Me) e Hope Sandoval dei Mazzy Star (in Sometimes Always).
Proprio Sometimes Always è stato il primo singolo estratto dall'album, nel luglio 1994.
Il secondo è stato Come On (ottobre 1994).
Il disco ha raggiunto la posizione #13 della Official Albums Chart.

## Tracce
Tutte le canzoni sono state scritte da e William Reid, eccetto dove indicato.
1. Dirty Water - 3:08
2. Bullet Lovers - 3:39
3. Sometimes Always - 2:32
4. Come On (J. Reid) - 2:13
5. Between Us - 2:59
6. Hole (Jim Reid) - 2:15
7. Never Saw It Coming - 3:32
8. She (Jim Reid) - 3:08
9. Wish I Could - 2:42
10. Save Me (J. Reid, W. Reid) - 2:43
11. Till It Shines - 3:17
12. God Help Me - 2:47
13. Girlfriend - 3:16
14. Everybody I Know - 2:13
15. You've Been a Friend (J. Reid) - 3:37
16. These Days - 2:31
17. Feeling Lucky - 2:18

## Formazione
Gruppo
- Jim Reid - voce (tracce 1-4,6,8,10,13-15), chitarra, basso (6,12,14), shaker (17), produzione
- William Reid - voce (5,7,9-14,16,17), chitarra, basso (17), produzione
- Steve Monti - batteria, percussioni
- Ben Lurie - chitarra, armonica, organo, basso

Collaboratori
- Hope Sandoval - voce (3)
- Shane MacGowan - voce (12)
- Alan Moulder - ingegneria, missaggio
- Dick Meaney - ingegneria, missaggio
- Stylorouge - design
- Sophie Muller - fotografia